# Isla Margarita
Isla Margarita (także Wyspa Mompox) – fluwialna wyspa rzeczna, położona na kolumbijskiej rzece Magdalena, w departamencie Bolívar. Osiąga wysokość do 20 metrów n.p.m. i wielkość ok. 2100 km² (zależnie od pływów). Tworzy się w rozwidleniu rzeki Magdalena, w miejscu, w którym uchodzi do niej rzeka Cauca, na południe od miasta Magangué.